# Luxor (guvernement)

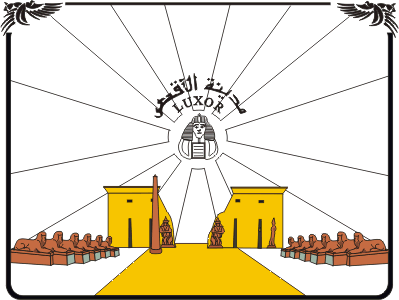
Guvernementets flagga

Lägeskarta

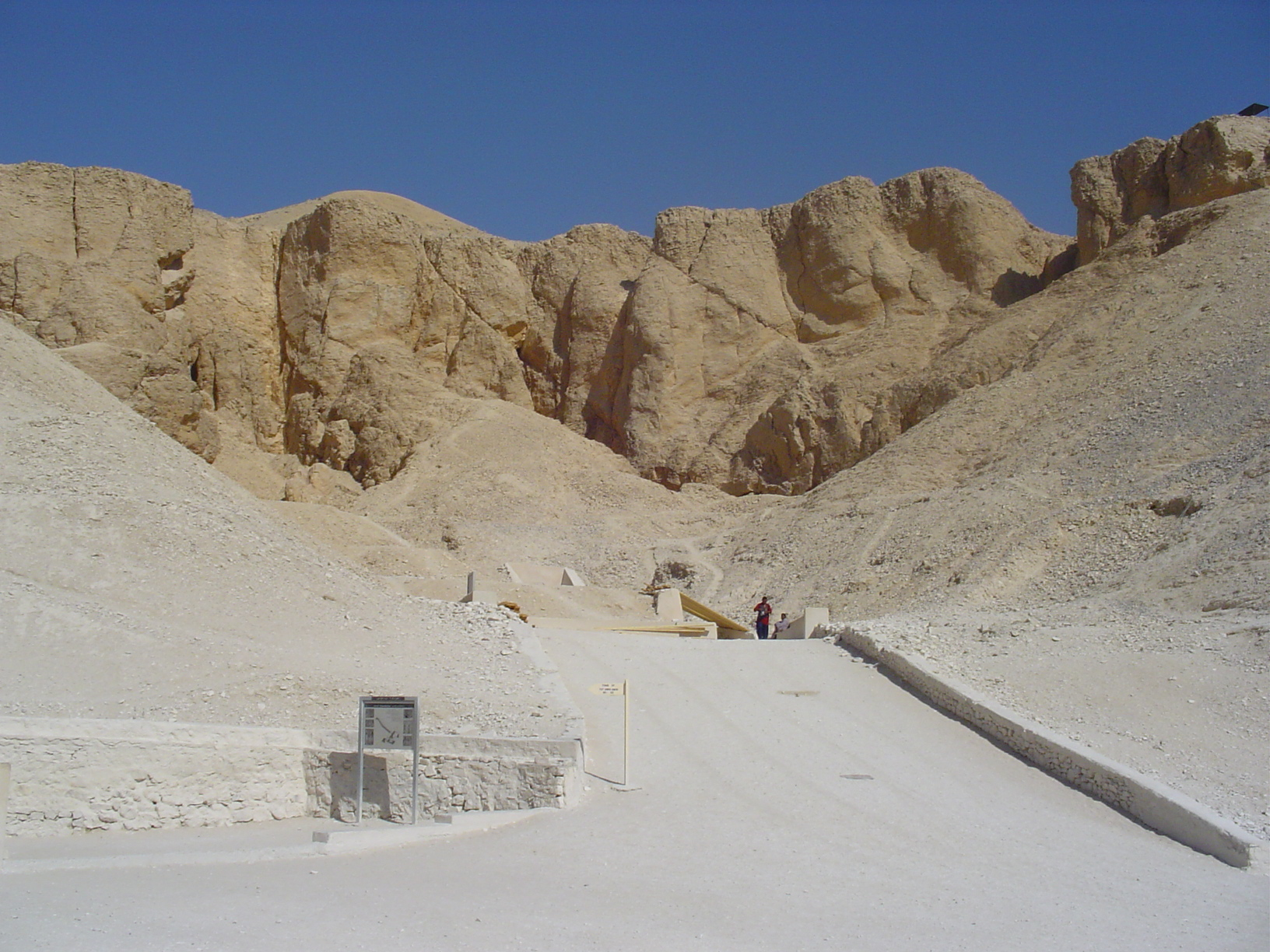
Konungarnas dal

Guvernementet Luxor (arabiska: محافظة الأقصر, Muhafazat al-Uqsur) är ett av Egyptens 27 muhāfazāt (guvernement). Guvernementet ligger vid Nilen i landets mellersta del.

## Geografi
Guvernementet har en yta på cirka 2 960 km² med cirka 1,2 miljoner invånare. Befolkningstätheten är 433 invånare/km².
Konungarnas dal som upptogs på Unescos världsarvslista 1979 ligger ca 5 km nordväst om staden Luxor.

## Förvaltning
Guvernementets ISO 3166-2 kod är EG-LX och huvudort är Luxor. Guvernementet är ytterligare underdelad i 5 markas (områden) och 1 kism (distrikt).
Guvernementet inrättades 7 december 2009 genom ett presidentdekret då Guvernementet Qena delades i 2 områden.